# Adolf Dirr
Adolf Dirr (ur. 1867 w Augsburgu, zm. 9 kwietnia 1930 w Pasawie) – niemiecki językoznawca i etnolog badający języki kaukaskie.

## Życiorys
Po ukończeniu szkoły podstawowej i średniej w rodzinnym Augsburgu przybył na kilka miesięcy w roku akademickim 1891/1892 do Berlina, gdzie rozpoczął studia orientalistyczne w Seminar für orientalische Sprachen. Wkrótce jednak przejechał do Paryża i to tam, na Sorbonie odbył pełne studia (1892–1896). Okres studiów oznaczał dla Dirra także wiele podróży (Afryka, Azja Południowo-Wschodnia) i poznawanie bardzo różnych języków – już w 1893 r., a więc na początku studiów paryskich, opublikował swoją pierwszą pracę o egipskim dialekcie języka arabskiego, w 1894 r. – o języku wietnamskim, w 1895 r. – o języku hausa. I choć przyjazd do Tbilisi w 1900 r. jest datą graniczną (odtąd dominować będą zainteresowania kaukazologiczne), to przecież i w przyszłości nie ograniczy się całkiem do spraw Kaukazu – np. w 1912 r. wyda kolejne studium o egipskiej arabszczyźnie (Praktisch-theoretisches Lehrbuch des Ägyptischen Vulgär-Arabisch, VIII+183 str.), a w 1931 r. – o języku malajskim.
Po zdobyciu dyplomu pozostał w Paryżu jeszcze do 1901 r. zarabiając na życie jako nauczyciel. Od 1902 r. Dirr podróżuje dużo po Kaukazie, i tu zarabiając na życie jako nauczyciel – najpierw w państwowej szkole średniej w małym miasteczku w Dagestanie, później (od 1908 r.) w szkołach różnego stopnia w Tbilisi, gdzie naucza języka niemieckiego i angielskiego oraz prowadzi kursy językoznawstwa ogólnego. W lecie 1911 r. zwiedza Abchazję i Osetię, a w 1913 pojedzie na zlecenie Rosyjskiej Akademii Nauk badać język Ubychów w Anatolii.
Gdy w 1913 r. – po 12 latach na Kaukazie – Dirr przybywa do Monachium, aby podjąć tu pracę na stanowisku kustosza w Königliches Ethnographisches Museum, bagaże jego pełne są notatek, zapisów nutowych, fotografii i innych materiałów naukowych z wypraw kaukaskich. W oparciu o te zbiory tworzyć będzie Dirr w Niemczech podwaliny naukowej kaukazologii w Europie Zachodniej.

## Zasługi
Trzy zasługi Dirra zapewniły mu stałe miejsce wśród wielkości naukowych językoznawczej Europy:
- Założenie pierwszego w Europie specjalistycznego czasopisma poświęconego Kaukazowi: Caucasica (wychodziło w Lipsku w latach 1924–1934).
- Opracowanie naukowe szeregu języków kaukaskich w osobnych monografiach – był to język agulski, andyjski, arczyński, cachurski, rutulski, tabasarański i ubychski (tu zwłaszcza: Die Sprache der Ubychen. Grammatische Skizze, Texte, ubychisches Glossar nebst deutschem Index, Lipsk 1928, 134 str.).
- Napisanie pierwszego ogólnego wprowadzenia do języków kaukaskich, będącego jednocześnie pierwszym podsumowaniem wiedzy o tych językach: Einführung in das Studium der kaukasischen Sprachen (Lipsk 1928, przedruk 1978). W pracy tej podzielił języki Kaukazu na trzy grupy: zachodnią, wschodnią i południową. Nie zdecydował się jednak ostatecznie w kwestii natury ich wzajemnego pokrewieństwa, wahając się pomiędzy związkami genetycznymi i arealnymi. Fakt ten zasługuje na szczególne docenienie, ponieważ w czasach Dirra kładziono bardzo silny nacisk na przynależność genetyczną, toteż wahanie jego świadczy o jego rozwadze w rozstrzygiwaniu problemów naukowych (kwestia ta zresztą do dzisiaj nie jest rozwiązana ostatecznie, ale nowsze badania zdają się skłaniać właśnie ku rozwiązaniu raczej arealnemu niż genetycznemu i można domyślać się tylko, że takie rozwiązanie przeczuwał Dirr, kiedy wahał się przed jednoznacznym opowiedzeniem się za wspólnotą genetyczną).

## Literatura
- Öhrig, Bruno: “Adolf Dirr (1867–1930). Ein Kaukasus-Forscher am Münchner Völkerkundemuseum”. – Münchner Beiträge zur Völkerkunde 6 (2000): 199–234.